# Fort de Tung Chung
Le fort de Tung Chung (東涌炮台) est un site historique de Hong Kong situé sur l'île de Lantau. Proche de Tung Chung Road (en), il s'agit d'une forteresse du XIIe siècle entourée par les villages actuels de Sheung Ling Pei et Ha Ling Pei.
La batterie de Tung Chung, datant de 1817, est située non loin sur la côte.

## Histoire
Le fort de Tung Chung est construit sous l'ère Shun Hei (淳熙, 1174-1189) de la dynastie Song du Sud. Une contrebande de sel de l'île de Lantau jusqu'à Canton a cours à l'époque et les contrebandiers lancent même des attaques du gouvernement local. Celui-ci réagit en envoyant des navires menés par le roi Leok Chin (經略錢). Trois cents soldats sont placés en garnison à Tung Chung et construisent un fort. Après trois ans de calme, les soldats sont rappelés et 150 d'entre eux sont transférés à la construction de la citadelle de Kowloon, où ils s'installent ensuite.
Pendant la dynastie Qing, de nombreux pirates, dont le célèbre Cheung Po Tsai, font de la baie de Tung Chung leur base et utilisent le fort. Le gouvernement Qing le récupère finalement après la reddition de Cheung Po Tsai. En 1832 (ou 1817 dans certaines archives), le fort est reconstruit et le bataillon de Tai Peng reste ne garnison pour défendre la côte des pirates jusqu'à la cession en location des Nouveaux Territoires aux Britanniques en 1898. Le fort est alors abandonné.
Pendant la Seconde Guerre mondiale, l'armée impériale japonaise occupe le fort.
Il subit plus tard plusieurs transformations et sert de poste de police puis accueille le collège Wa Ying (en). Il abrite actuellement le bureau du comité rural (en) et l'école publique de Tung Chung .
En 1979, il est déclaré monument historique et est rénové en 1988.

## Description
Le fort accueille six vieux canons à chargement par la bouche encore intacts, chacun reposant sur une base en ciment sur une enceinte en granit de 70 sur 80 mètres. Trois portails arqués, chacun flanqué d'une inscription chinoise gravée, sont présents le long des murs.

## Accès
Le fort est accessible en bus depuis Mui Wo en prenant le n°3 jusqu'au terminus Tung Chung. Il faut ensuite marcher 800 mètres. Le fort est également accessible en empruntant les n°13 et 14 et le métro de Hong Kong. Une autorisation est nécessaire pour entrer dans le parc.

## Galerie

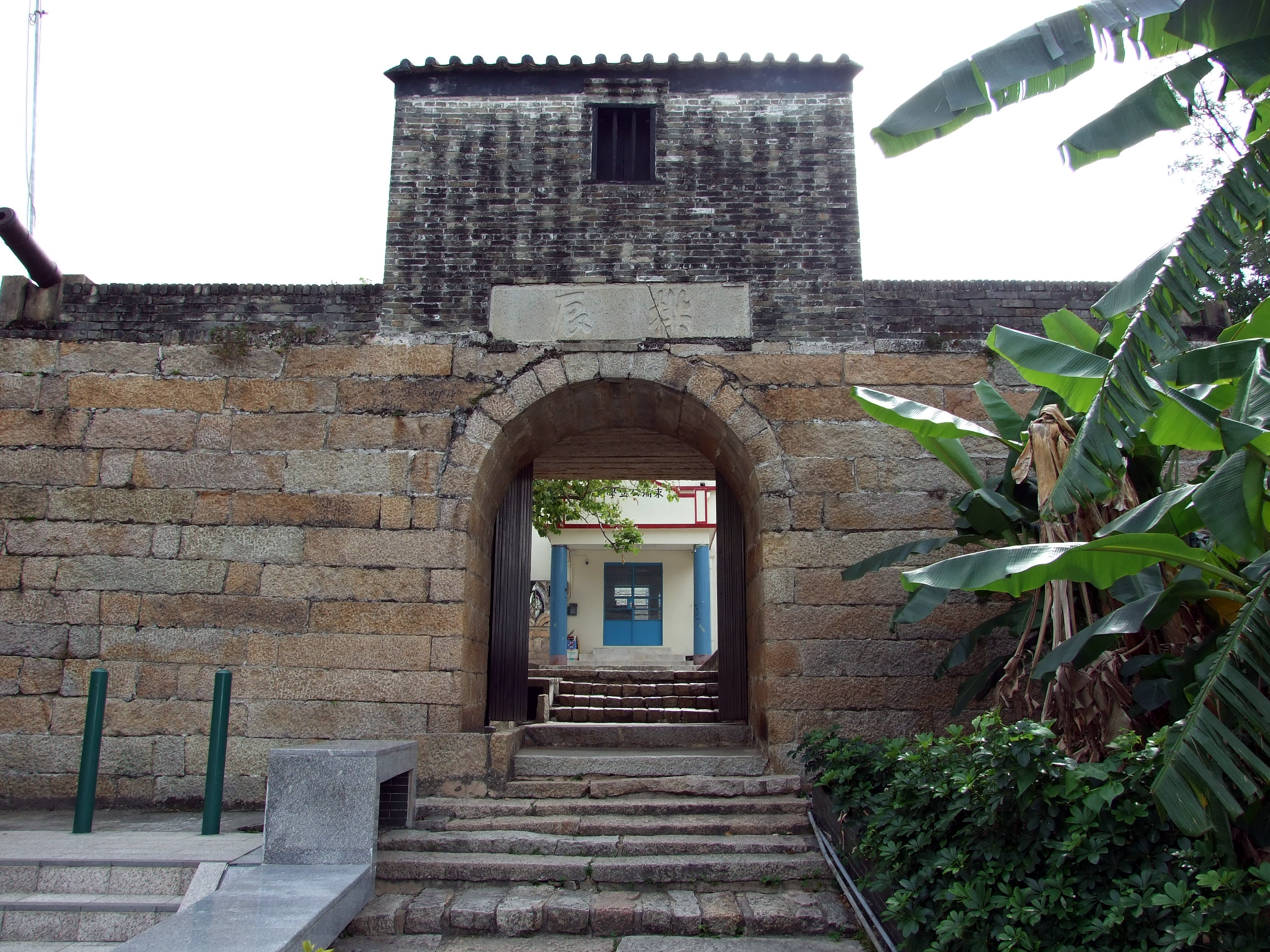
Entrée du fort de Tung Chung
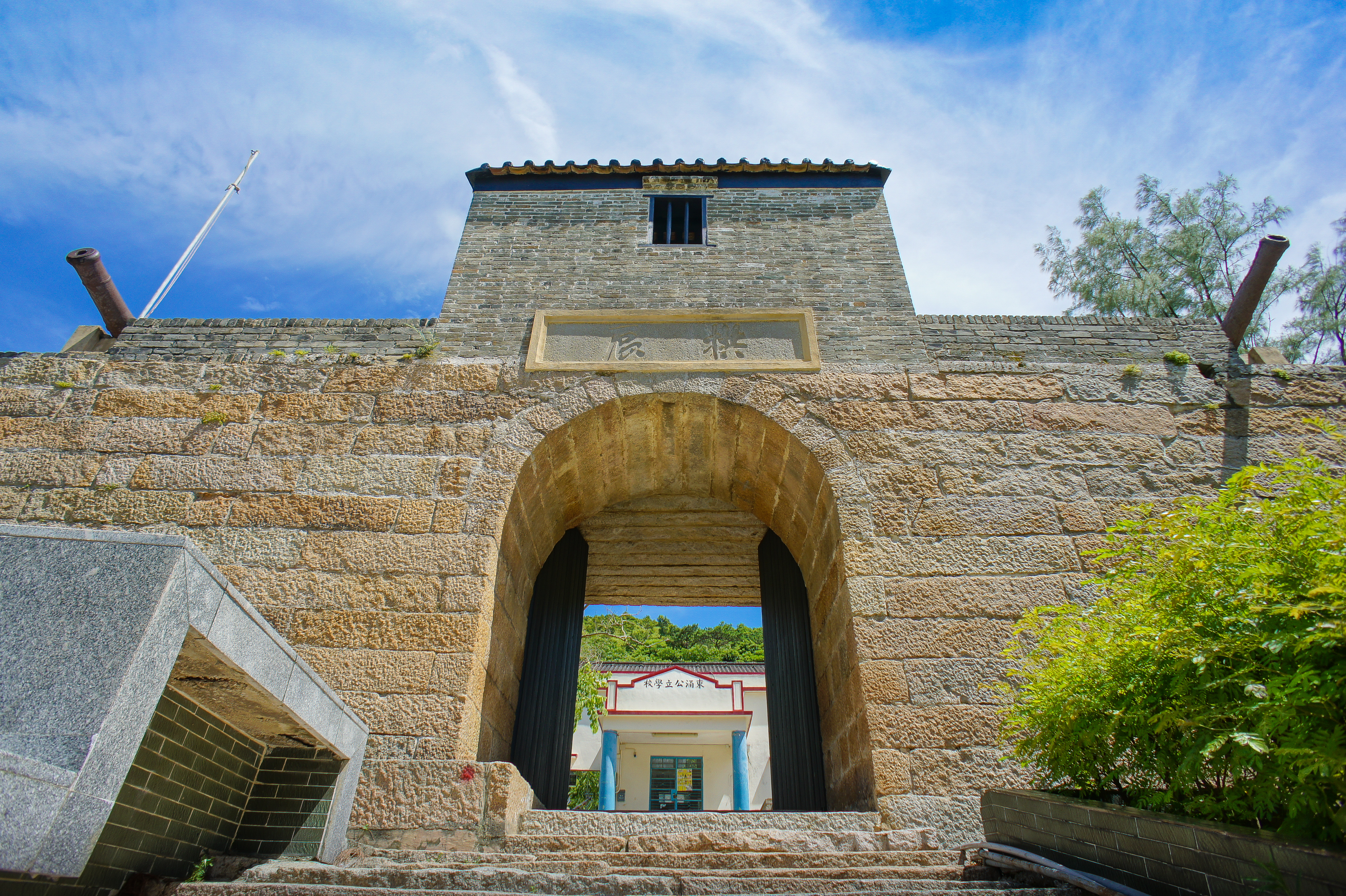
Porte nord
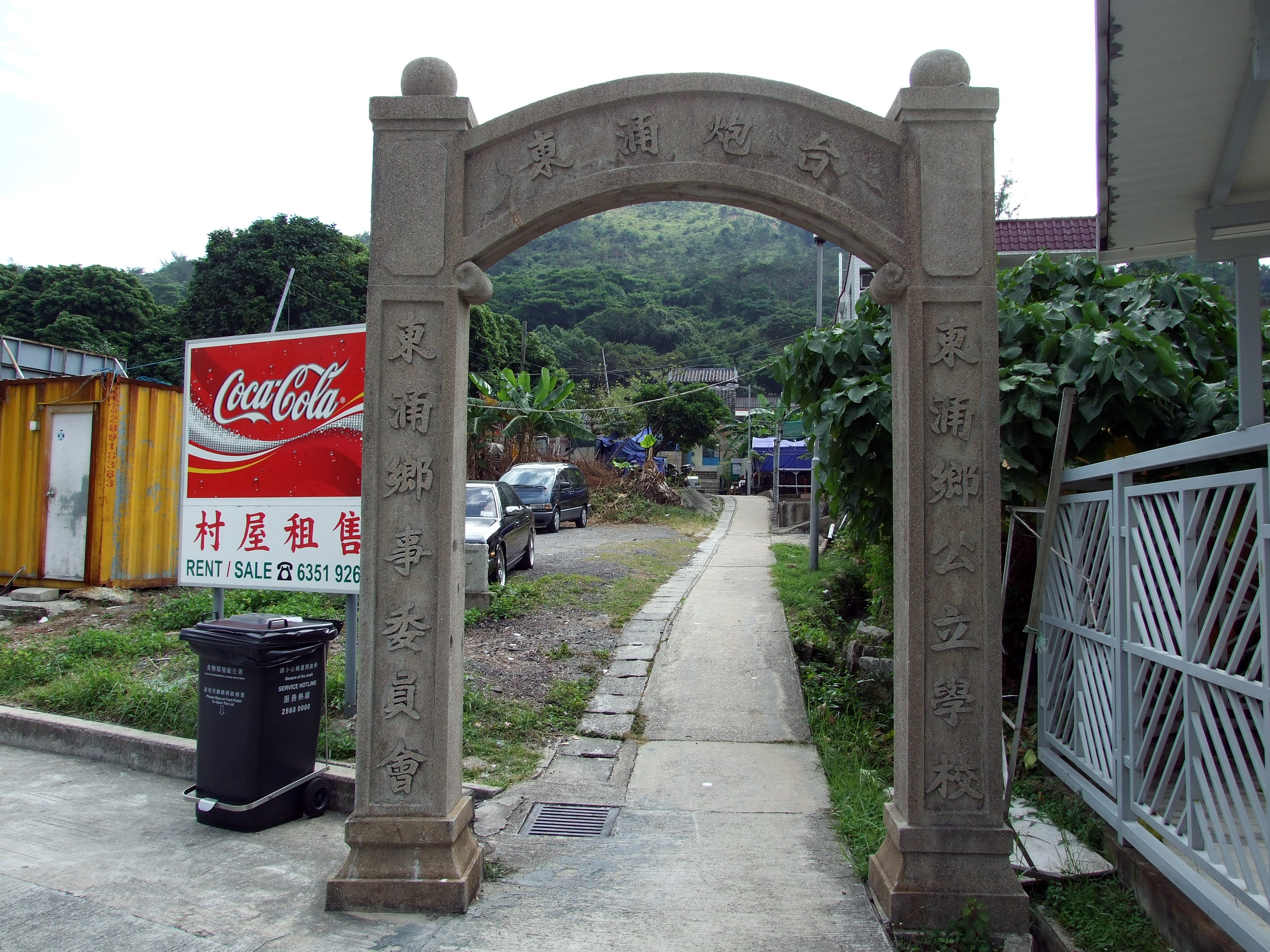
Arche commémorative du fort
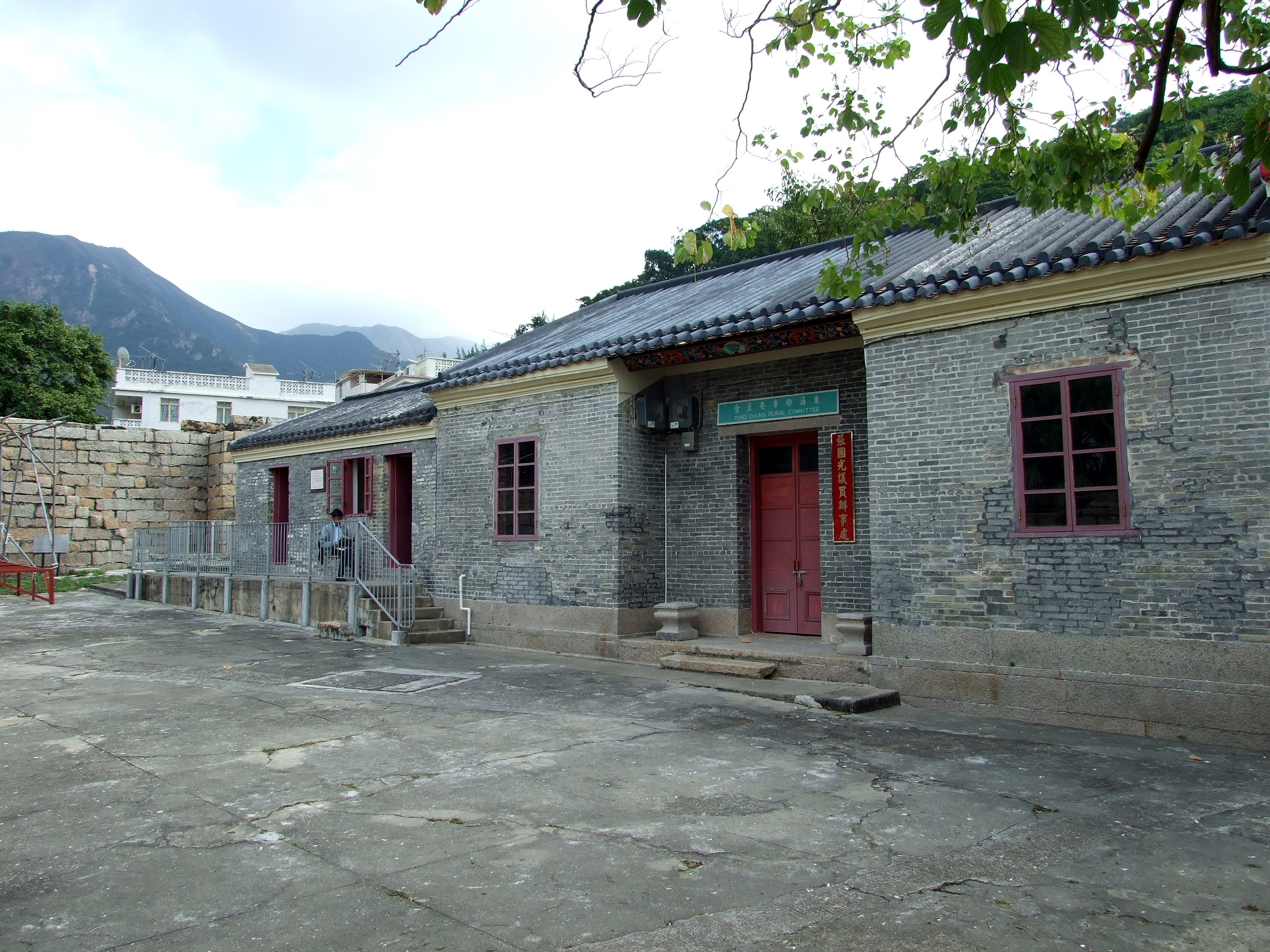
Bureau du comité rural de Tung Chung et salle d'exposition dans le fort
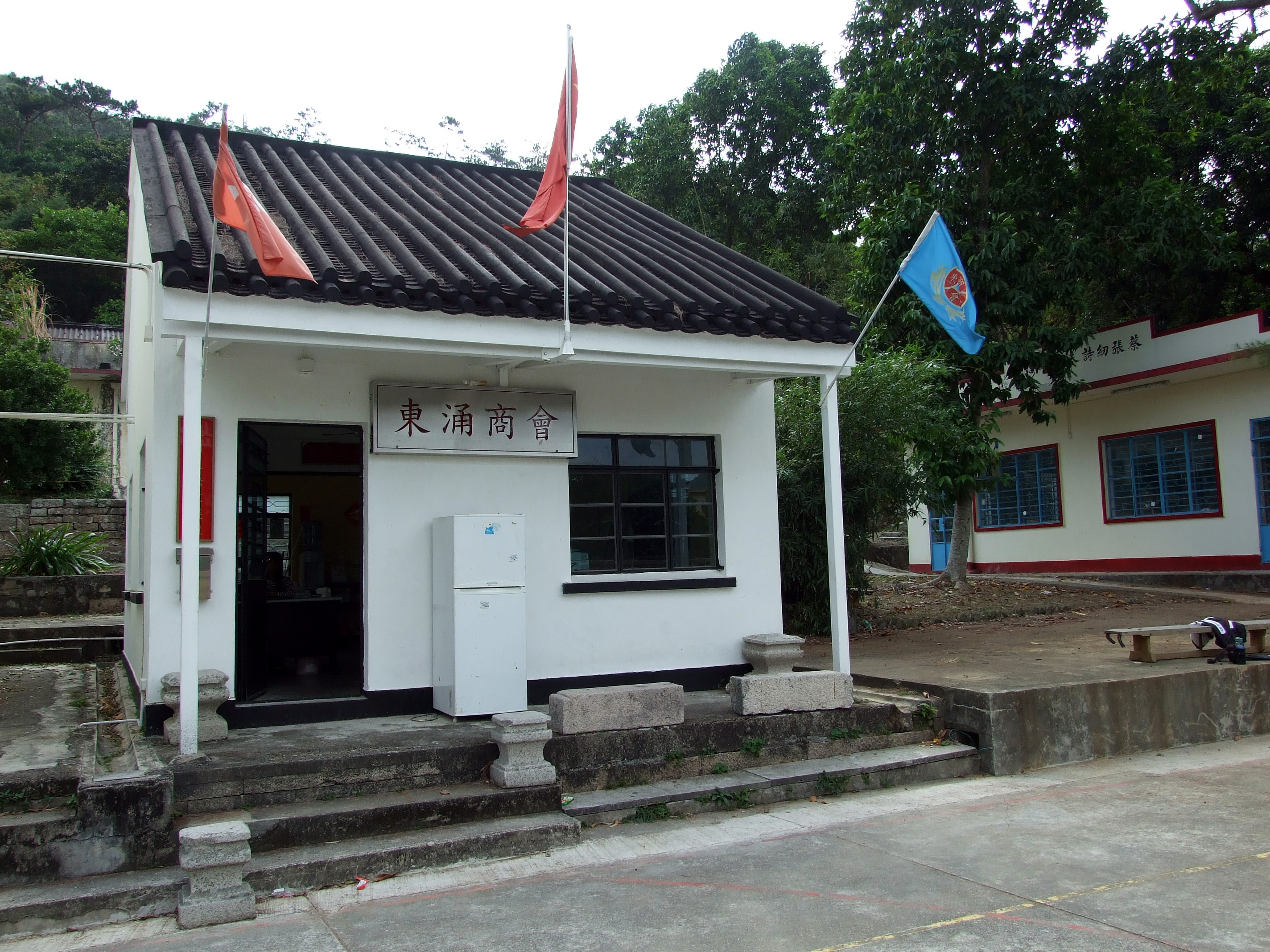
Chambre de commerce de Tung Chung
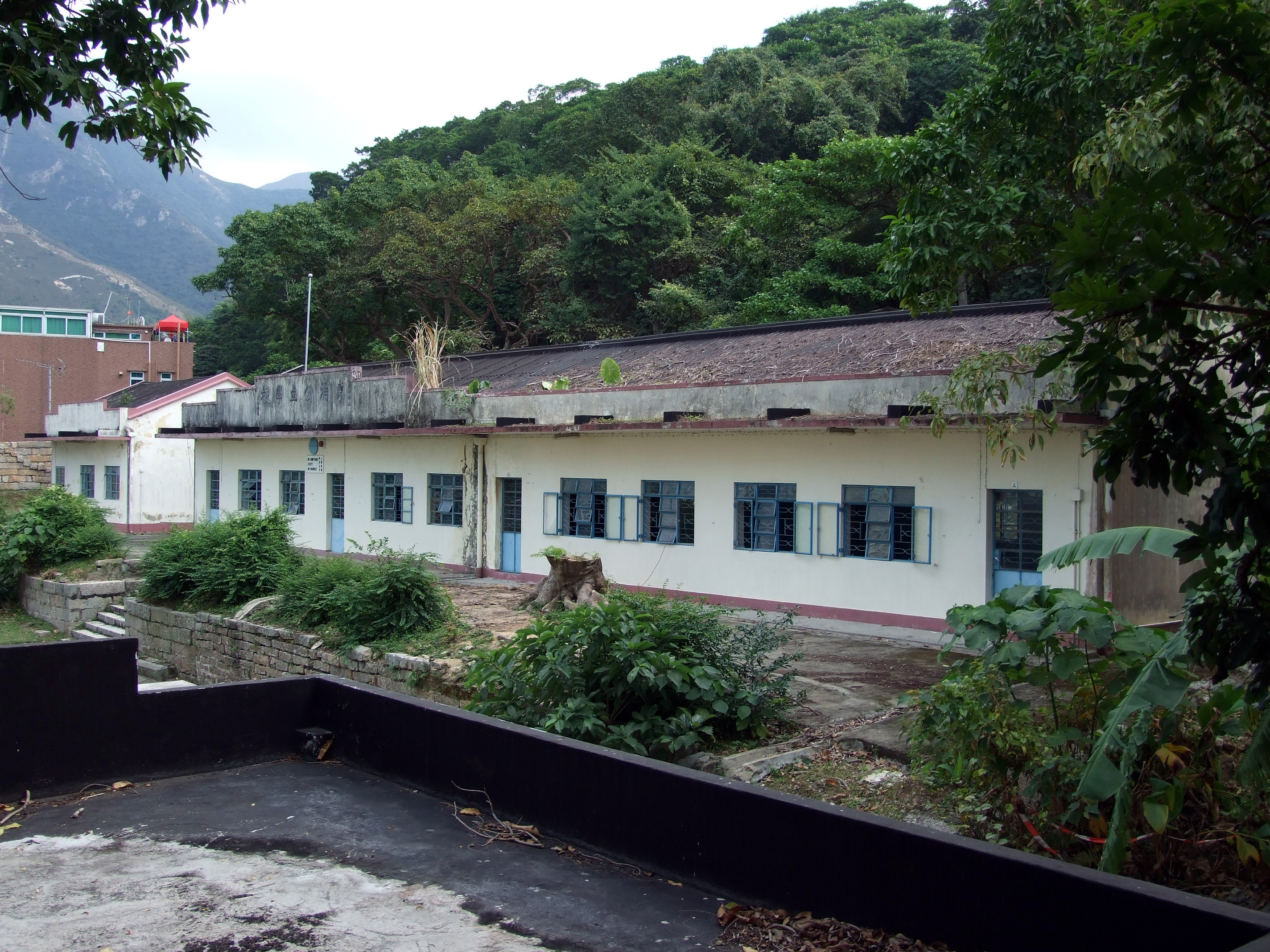
Ancien bâtiment de l'école publique de Tung Chung, aujourd'hui abandonné
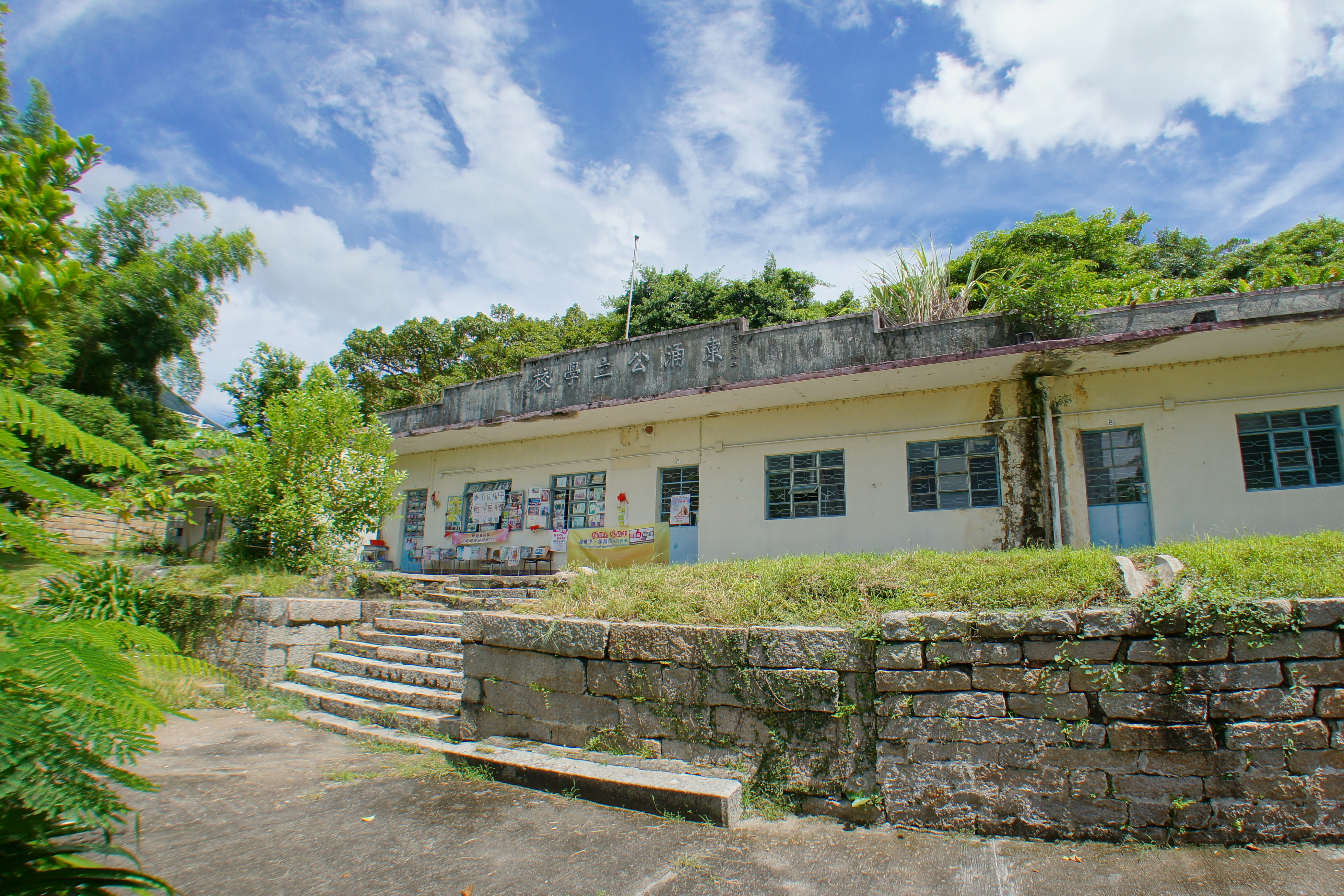
Ancienne école publique de Tung Chung
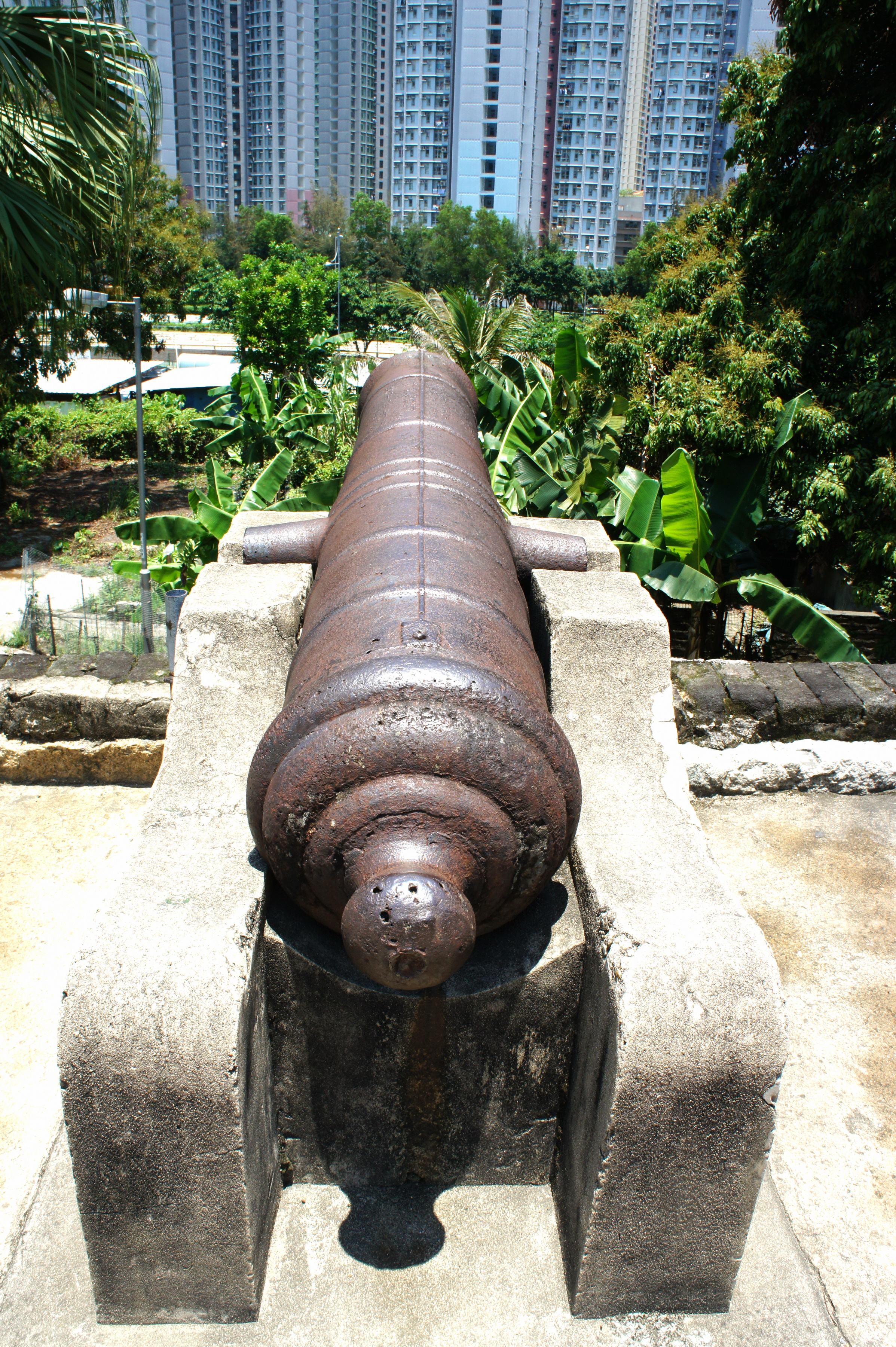
Les canons visaient à l'origine la baie de Tung Chung (en) mais l'horizon est aujourd'hui bloqué par les immeubles résidentiels de Yat Tung Estate (en)
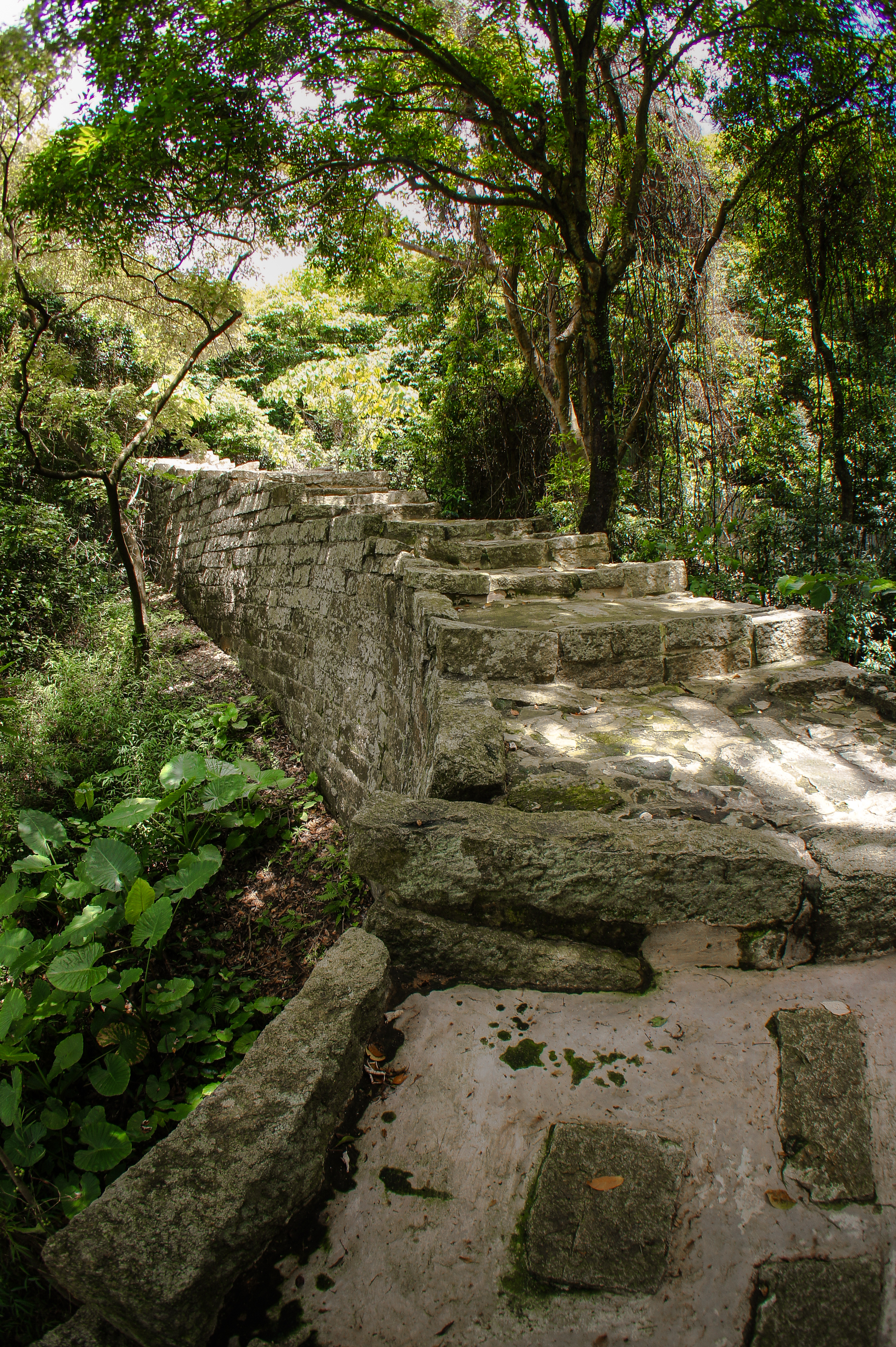
La muraille ouest du fort